# توروييا دي فلوفيا
بلدية توروييا دي فلوفيا (بالإسبانية: Torroella de Fluviá) هي بلدية تقع في مقاطعة جرندة التابعة لمنطقة كتالونيا شمال شرق إسبانيا.

## الديموغرافيا
بلغ عدد سكان بلدية توروييا دي فلوفيا 699 نسمة عام 2011 (وفقاً للمعهد الوطني الإسباني للإحصاء).
| 316 | 309 | 365 | 437 | 556 | 678 | 699 |